# Aeronautica Umbra
L'Aeronautica Umbra S.A. (AUSA), con sede a Foligno, è stata un'industria aeronautica italiana.

## Storia
Nata nel 1935, era di proprietà di Muzio Macchi e della Macchi, tanto che il nome comunemente usato per indicare l'A.U.S.A. era "A.U.S.A.-Macchi" o più semplicemente "Macchi". Attività principale era la produzione su licenza dei trimotori Savoia-Marchetti S.M.79, Savoia-Marchetti S.M.81 e Savoia-Marchetti S.M.84. L'AUSA, che allo scoppio della seconda guerra mondiale era arrivata ad impiegare fino a 2.400 dipendenti, vide le sue installazioni distrutte dai bombardamenti alleati. Al termine del conflitto ci furono dei tentativi di rilanciare l'attività, che però fallirono. Direttori tecnici della fabbrica furono Felice Trojani, già collaboratore di Umberto Nobile nei voli artici dei dirigibili Norge e Italia (era con lui tra i dispersi della "Tenda rossa"), e a partire dal 1941, Giovanni Bellomo.
Dopo la fine della guerra l'A.U.S.A. interruppe definitivamente la produzione a causa dei gravissimi danni riportati per i bombardamenti mirati su di essa (e per la mancanza di commesse). Nel 1947 nacque la OMA che assunse alcuni ex-dipendenti e dirigenti dell'A.U.S.A. ed acquistò parte dei macchinari dell'A.U.S.A. oramai in liquidazione. La OMA fu creata dal proprietario, l'industriale folignate Umberto Tonti, su idea del cugino, l'ing. Luca Barnocchi. La OMA nel 1950, produsse alcuni aerei leggeri monoposto (su progetto del colonnello Adriano Mantelli), denominati "Baldo 75", per l'"Alaparma", che poi li cedette all'Aeronautica Militare. Sempre negli anni cinquanta l'O.M.A. produsse anche alcuni motoalianti. Negli anni seguenti e fino ad oggi, la OMA, si è dedicata quasi esclusivamente alla manutenzione di alcuni aerei dell'Aeronautica Militare e dell'Aviazione dell'Esercito, nonché alla produzione di parti per grandi case costruttrici quali Aeritalia, Agusta, "progetto Tornado", MD, ATR, Learjet, ecc.
Negli anni sessanta, Muzio Macchi cercò di verificare la possibilità di riaprire gli stabilimenti di Foligno, ma il tentativo fallì e la proprietà fu acquisita da una nuova società aeronautica, l'Umbra Cuscinetti del gruppo FAG e GEPI, che acquisì ciò che restava dell'Aeronautica Umbra tra il 1968 e il 1972. Dopo vicissitudini societarie, l'Umbra Cuscinetti è giunta oggi ad essere un gruppo societario autonomo, l'UmbraGroup, di rilievo mondiale nella produzione di componenti per l'industria aerospaziale.

## Progetti e prototipi
- AUT 18: Aereo da caccia progettato dall'ing. Felice Trojani è stato l'unico progetto originale della ditta a volare.
- AUT 45: Progetto di Felice Trojani per un monoplano bimotore da ricognizione. Il progetto, su una specifica del Ministero dell'Aria del 1938, fu interrotto nel 1940 dopo che fu realizzato solo un simulacro ligneo.
- MB.902: Progetto del 1941 dell'Ing. Bellomo per un caccia pesante bimotore. Particolare era la configurazione che prevedeva due motori Daimler-Benz DB 605 installati in fusoliera che azionavano due coppie di eliche controrotanti montate in gondole alari, non andò oltre la fase di disegno. (Secondo un'altra fonte ne venne avviata la costruzione di un prototipo, rimasto distrutto dai bombardamenti prima del suo primo volo).